# Sericoda bogemanni
Sericoda bogemanni är en skalbaggsart som beskrevs av Leonard Gyllenhaal. Sericoda bogemanni ingår i släktet Sericoda och familjen jordlöpare. Inga underarter finns listade i Catalogue of Life.